# Struktura nieciągła
Struktura nieciągła (struktura dysjunktywna) – struktura tektoniczna, której zasadnicze cechy zostały utworzone w procesie deformacji nieciągłej. O jej charakterze decydują nieciągłości.
Przeciwieństwem jest struktura ciągła.
Do struktur nieciągłych zaliczyć można m.in.:
- uskok
- spękanie
- kliważ
- cios
- rów tektoniczny